# 이린 (기업인)
이린(Lynn Lee, 1979년 6월 16일~)은 대한민국의 기업인, 인터넷 신문사의 발행인이다.

## 생애
경기도 성남시 판교 출신으로 2020년 자동차정보 온라인플랫폼 전문기업인 주식회사 카담을 설립했다. 또한, 자동차 산업의 전반적인 정보제공, 금융정보, 편의성, 보험정보, 일상/패션정보, 인테리어 정보를 전달하는 카담매거진 및 베니티를 브랜딩하여 운영중이다.

## 경력
- 주식회사 카담 대표
- 주식회사 카담 카담매거진 대표
- 주식회사 카담 카담매거진 발행인
- 주식회사 카담 베니티 대표
- 카담 중고차 중개 서비스 대표